# أكسدة الكحولات

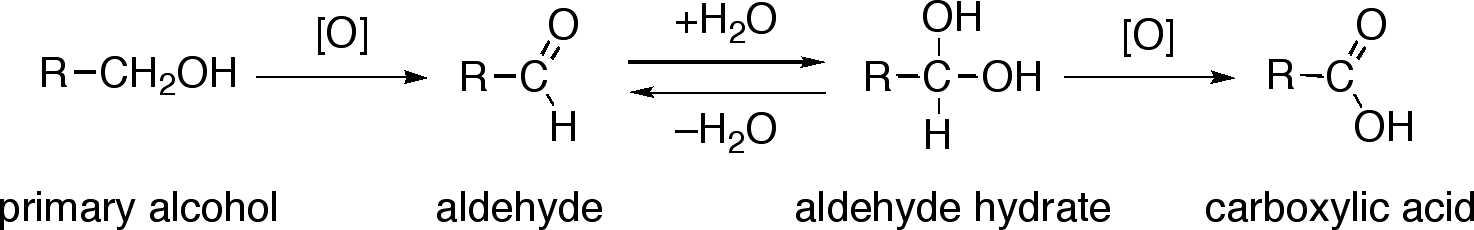
أكسدة الكحولات الأولية إلى حمضها الكربوكسيلي مرورا ب الأدهايد

أكسدة الكحولات (بالإنجليزية: Alcohol oxidation)‏ هو من أهم التفاعلات في الكيمياء العضوية. حيث أن الكحولات الأولية يمكن أن تتأكسد إلى مركبات الألدهايد أو إلى الأحماض الكربوكسيلية، بينما تتأكسد الكحولات الثانوية إلى مركبات الكيتون. الكحولات الثالثية ليس لديها القابيلية للتأكسد.
إن تفاعل أكسدة الكحول الأولي إلى حمض الكربوكسيلية يجب أن تمر بمرحلة مركب الألديهيد الخاص به الذي يتم تحويله إلى الألديهيد المائي عن طريق مفاعلته مع الماء. ومن الممكن أن تتوقف أكسدة الكحول الأولية عند مرحلة الألدهيد عن طريق إجراء التفاعل بغياب الماء حيث لا يتكون الألديهيد المائي .

## الأكسدة إلى الألديهايدات

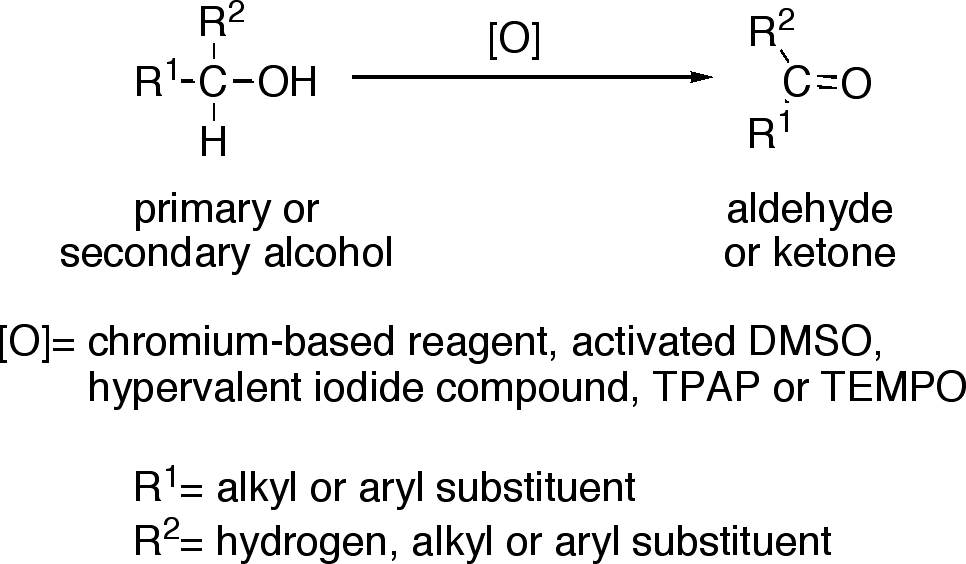
تحول الكحول إلى الديهيد أو كيتون.

إن أكسدة الكحول إلى مركبات الألديهيد تعتبر أكسدة جزئية حيث من الممكن أن تستمر إلى أن نحصل على الأحماض الكربوكسيلية. حيث أن الظروف المستخدمة لإجراء التفاعل هي التسخين وعملية التقطير. و لكي يحدث التفاعل يجب أن تبقى درجة الحرارة للتفاعل أعلى من درجة غليان الألديهيد الناتج وأقل من درجة غليان الكحول.
ومن أهم المواد المستخدمة لإحداث التفاعل والتي يمكن أستخدامها لإكسدة الكحول الثانوي إلى الكيتون:
- PCC و هو من أهم مركبات الكروم
- Dess-Martin periodinane

## الأكسدة إلىالكيتون
من أهم المواد المستخدمة لإحداث التفاعل هو محلول جونز ( CrO3 في خليط من حمض الكبريتيك والأسيتون )

## الأكسدة إلى الأحماض الكربوكسيليسة

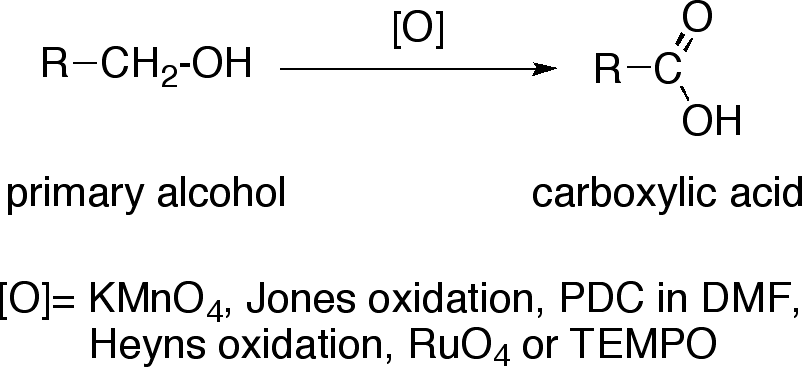
أكسدة الكحول الأولي إلى حمض كربوكسيلي.

ومن أهم المواد المستخدمة لإحداث التفاعل:
- PCC و هو من أهم مركبات الكروم
- محلول جونز
- بيرمنغنات البوتاسيوم

## أكسدة الدايول

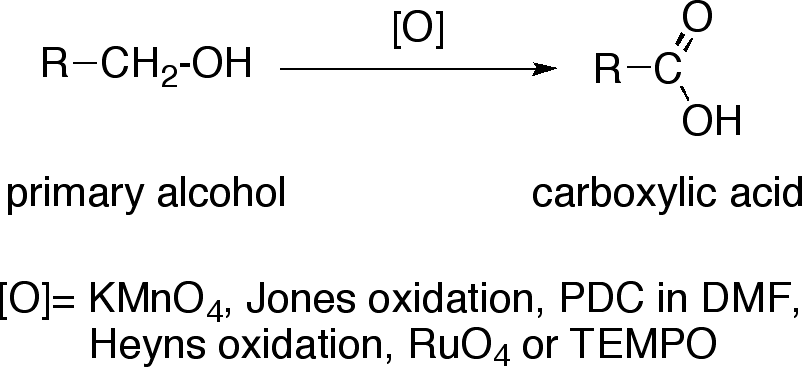
الأكسدة من خلال كسر الرابطة بين ذرتي الكربون اللتان تحملان مجموعتي الهيدروكسيل.

إن مركبات الكحول التي تحتوي على مجموعتي هيدوركسيل متجاورتين تسمى 1,2-الدايول حيث أن نمط تأكسدها يحدث بكسر الرابطة الواصلة بين الكربونتين الحاملة لهما وينتج عن ذلك مركبي كاربونيل حيث كما جرت العادة يتم استخدام بيرمنغنات البوتاسيوم لإجراء التفاعل. 
 